# Luigi Capuano
Luigi Capuano (Napoli, 13 luglio 1904 – Roma, 20 ottobre 1979) è stato un regista e sceneggiatore italiano.

## Biografia
Nato a Napoli nel 1904, frequentò l'Accademia Aeronautica di Pozzuoli, acquisendo il brevetto di pilota; partecipò alla seconda guerra mondiale nell'Aeronautica Militare, esperienza che influenzerà la sua futura attività di sceneggiatore e regista.
Nel dopoguerra si trasferì a Roma, dove iniziò la sua attività di sceneggiatore e regista, specializzandosi nel filone dei melodrammi sentimentali strappalacrime, molti dei quali ambientati a Napoli, spesso prendendo spunto per i soggetti dei film da canzoni di successo dell'epoca; successivamente diresse varie pellicole di tematiche peplum, cappa e spada, western, chiudendo la sua attività agli inizi degli anni settanta. In alcuni film si firma con lo pseudonimo di Lewis King.

## Filmografia

### Regista
- Legge di sangue (1948)
- Vertigine d'amore (1949)
- Rondini in volo (1949)
- La strada finisce sul fiume (1950)
- Bellezze a Capri, co-diretto con Adelchi Bianchi (1951)
- Gli innocenti pagano (1952)
- Ergastolo (1952)
- Condannatelo! (1953)
- Cuore di mamma (1954)
- Ballata tragica (1955)
- La rossa (1955)
- Luna nova (1955)
- Scapricciatiello (1955)
- Amaramente (1956)
- Il cavaliere dalla spada nera (1956)
- Maruzzella (1956)
- Suor Maria (1956)
- Il conte di Matera (1957)
- Onore e sangue (1957)
- Serenata a Maria (1957)
- Carosello di canzoni (1958)
- Sorrisi e canzoni (1958)
- Il mondo dei miracoli (1959)
- Il terrore della maschera rossa (1959)
- Drakut il vendicatore (1961)
- La vendetta di Ursus (1961)
- Una spada nell'ombra (1961)
- La tigre dei sette mari (1962)
- Zorro alla corte di Spagna (1962)
- Il boia di Venezia (1963)
- Sansone contro il corsaro nero (1963)
- Zorro e i tre moschettieri (1963)
- Il Leone di San Marco (1964)[1]
- Sandokan alla riscossa (1964)
- Sandokan contro il leopardo di Sarawak (1964)
- La vendetta dei gladiatori (1964)
- I misteri della giungla nera (1965)
- L'avventuriero della Tortuga (1965)
- Perry Grant agente di ferro (1966)
- Il magnifico texano (1967)
- Sangue chiama sangue (1968)
- Zorro, il cavaliere della vendetta, co-diretto con José Luis Merino (1971)

### Sceneggiatore
- Gli amanti di Ravello, regia di Francesco De Robertis (1950)
- Piscatore 'e Pusilleco, regia di Giorgio Capitani (1954)
- Lettera napoletana, regia di Giorgio Pàstina (1954)
- Lo sceicco rosso, regia di Fernando Cerchio (1962)
- Un corpo caldo per l'inferno, regia di Franco Montemurro (1968)